# Soledad Alvear
Soledad Alvear   (Santiago de Xile, 17 de setembre de 1950) María Soledad Alvear Valenzuela és una advocada, acadèmica i política, senadora per la Regió Metropolitana de Santiago en representació del Partit Demòcrata Cristià del seu país entre 2006 i 2014.
Va ser la primera dona a ocupar el càrrec de canceller —o ministra de Relacions Exteriors— en la història republicana de Xile, durant el Govern de Ricardo Lagos. A més, va ser precandidata del seu partit per competir en les eleccions presidencials de l'any 2005.
Anteriorment havia estat ministra directora del Sernam al Govern del president Patricio Aylwin i ministra de Justícia al Govern d'Eduardo Frei Ruiz-Tagle.

## Orígens i formació
Alvear va viure la seva infància a la comuna de Puente Alto, al sud de Santiago. El seu pare, Ernesto Alvear Retamal (executiu d'empreses CMPC, mort en 1983), va ser dirigent esportiu i un dels organitzadors de la Copa Mundial de Futbol de 1962. Va estudiar en el Liceu Nº 1 de Nenes i, posteriorment, va ingressar a la Facultat de Dret de la Universitat de Xile.
En la seva vida universitària va exercir com a ajudant en moltes càtedres, a més d'integrar la comissió de selecció de professors de l'Escola de Dret. Va ser aquí on, de molt jove, va fixar la seva opció política, ingressant als disset anys a la Joventut Demòcrata Cristiana de Xile.
Va llicenciar-se en aquesta Facultat el 1972 amb la distinció màxima, i més tard va tornar-hi per a exercir com a docent de la càtedra de dret civil.
En aquesta època es va casar amb Gutenberg Martínez, advocat i militant del Partit Demòcrata Cristià de Xile.

## Carrera política

### Ministra de tres presidents
Després de treballar per a la campanya del No i en el comandament d'Aylwin, va exercir com a presidenta de l'Oficina Nacional de la Dona (ONAM, per la seva traducció al castellà) primer, i després com a ministra directora en la naixent cartera del Servei Nacional de la Dona (SERNAM), entre 1991 i 1994.
Després, durant el Govern de Frei Ruiz-Tagle, va ocupar la cartera de Justícia, càrrec que exerciria fins a la fi de 1999, quan va assumir el càrrec de generalísima de la campanya de segona volta del llavors candidat de la Concertació, Ricardo Lagos. Des de la cartera va encapçalar la Reforma Processal Penal, principal transformació del Poder Judicial des del segle xix. Així mateix, la modificació de la Llei de Filiació, que va fer desaparèixer la diferència entre fills naturals i legítims, s'ha esmentat dins dels seus assoliments.
Després del triomf de Lagos sobre el candidat de l'Aliança per Xile, Joaquín Lavín, va ser nomenada ministra de Relacions Exteriors, estant en el càrrec per un període de més de quatre anys.
Entre els principals assoliments en aquest lloc destaquen la signatura de tractats de lliure comerç (TLC) amb els Estats Units, Corea del Sud i la Unió Europea, l'enviament d'una missió de pau a Haití i l'actiu rol del país com a membre no permanent del Consell de Seguretat de les Nacions Unides, on Xile va votar en contra d'un atac a l'Iraq.

### Precandidata presidencial
Alvear es va postular com a precandidata de la DC per a les eleccions presidencials després de renunciar al seu càrrec al setembre de 2004, al mateix temps que la també precandidata del bloc PS-PPD-PRSD, Michelle Bachelet, ho feia a la cartera de Defensa. Alvear va aconseguir la precandidatura després de derrotar el senador i president de la col·lectivitat, Adolfo Zaldívar, en l'elecció efectuada al gener de 2005, entre els membres del partit.
Llavors, la Concertació va establir un mecanisme d'eleccions primàries nacionals per determinar a la candidata única del conglomerat. No obstant això, l'ampli avantatge que tenia Bachelet sobre Alvear en diversos sondejos, l'ingrés de Sebastián Piñera a la carrera i el baix suport que va rebre dins del seu partit, van desencadenar la seva renúncia el 24 de maig de 2005 i la cancel·lació de l'elecció, programada per al 31 de juliol. Això va deixar el camí lliure a Bachelet, que seria finalment electa com la primera presidenta del país al gener de 2006.

### Senadora i líder DC

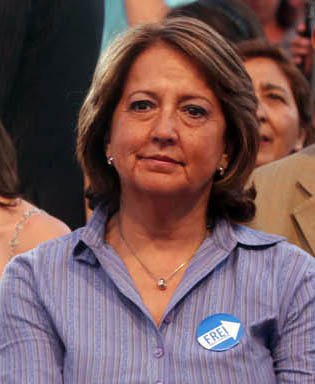
Soledad Alvear a la fi de 2009.

Dos mesos més tard, al juny de 2005, Alvear va declarar que es postularia al Senat de Xile per la Circumscripció de Santiago Orient. En les eleccions parlamentàries de 2005, va obtenir la primera majoria nacional, amb un 43,6% dels vots.
Al mateix temps, com a líder de la dissidència a la cúpula del partit, va decidir presentar-se com a candidata a les eleccions de la directiva de la DC. El 30 d'abril de 2006 va ser proclamada guanyadora d'aquesta votació en obtenir un 68% dels sufragis, superant el candidat oficialista Jaime Mulet (27%) i Pablo Lorenzini (5%). Va assumir el càrrec com la primera presidenta dona de la DC el 8 de maig de 2006.
Els nombrosos problemes que va haver d'encarar en els seus començaments el Govern de Michelle Bachelet, molts relacionats amb la falta de suport a alguns dels seus projectes de llei per part dels parlamentaris oficialistes, sumats a la imatge de desordre en la Democràcia Cristiana derivada de la sortida del senador Adolfo Zaldívar, qui es va despenjar de la col·lectivitat amb un grup de militants dissidents, van posar en dubte el lideratge d'Alvear des de mitjans de 2007.
La persistent pèrdua de suport en les enquestes polítiques va anar allunyant gradualment durant la primera meitat de 2008 la possibilitat que Alvear intentés una vegada més arribar a la Presidència el 2010, cosa per la qual s'esperava que competís en la seva coalició amb figures de la talla dels exmandataris Ricardo Lagos i Eduardo Frei Ruiz-Tagle, i el secretari general de l'OEA, José Miguel Insulza. El fort debilitament que va mostrar el seu partit en les eleccions municipals d'octubre va enterrar definitivament aquesta opció, a la qual va renunciar alhora que renunciava a la presidència de la DC, el 28 d'aquest mes.
Un mes i mig després, en el marc de la Junta Nacional de la col·lectivitat, la parlamentària va llançar una forta defensa davant dels seus camarades per proclamar Frei com a precandidat, figura que rebria un suport unànime.
En les eleccions parlamentàries de 2013 no va aconseguir ser reelegida en el seu càrrec.

## Historial electoral

### Eleccions parlamentàries de 2005
- Eleccions parlamentàries de 2005 per a la Circumscripció 8, Santiago Orient[22]

| Candidat                  | Pacte                   | Partit | Vots    | %     | Resultat |
| ------------------------- | ----------------------- | ------ | ------- | ----- | -------- |
| Soledad Alvear Valenzuela | Concertació Democràtica | PDC    | 582 117 | 43,81 | Senadora |
| Gonzalo Martner Fanta     | Concertació Democràtica | PS     | 75 513  | 5,68  |          |
| Efrén Osorio Jara         | Junts Podem Més         | PH     | 30 338  | 2,28  |          |
| Manuel Riesco Larraín     | Junts Podem Més         | PC     | 60 589  | 4,56  |          |
| Pablo Longueira Montes    | Aliança                 | UDI    | 318 434 | 23,97 | Senador  |
| Lily Pérez San Martín     | Aliança                 | RN     | 261 663 | 19,69 |          |

### Eleccions parlamentàries de 2013
- Eleccions parlamentàries de 2013 per a la Circumscripció 8, Santiago Orient[20]

| Candidat                         | Pacte                       | Partit | Vots    | %     | Resultat |
| -------------------------------- | --------------------------- | ------ | ------- | ----- | -------- |
| Soledad Alvear Valenzuela        | Nova Majoria                | DC     | 261 963 | 20,29 |          |
| Carlos Muntis Cisternes          | Nova Majoria                | PS     | 278 420 | 21,57 | Senador  |
| Laurence Golborne Riveros        | Aliança                     | IND    | 293 517 | 22,74 |          |
| Manuel José Ossandón Irarrázabal | Aliança                     | RN     | 315 320 | 24,43 | Senador  |
| Esteban Silva Quadra             | Si tu vols, Xile canvia     | IND    | 19 270  | 1,49  |          |
| José Carreño Frare               | Si tu vols, Xile canvia     | IND    | 42 624  | 3,30  |          |
| Juan Guillermo Ossa Lagarrigue   | Partit Humanista            | PH     | 24 391  | 1,88  |          |
| Patricio Guzmán Sinkovich        | Partit Humanista            | PH     | 12 946  | 1,00  |          |
| Luis Mariano Rendón Escobar      | Nova Constitució per a Xile | IND    | 21 466  | 1,66  |          |
| Iván Carrasco Mora               | Nova Constitució per a Xile | PI     | 20 661  | 1,60  |          |